# 生産可能性フロンティア
生産可能性フロンティア（せいさんかのうせいフロンティア、英: Production Possibility Frontier〈PPF〉）とは、すべての生産要素を使用して生産できる2つの財の生産量のすべての実現可能な組を示す曲線（あるいは直線）である。以下、簡単化のためにPPFと記述する。PPF上では、資源が完全雇用されていて、かつ効率的に利用されている。PPFには、生産要素の資源配分の効率性、規模の経済、生産のための機会費用（限界変形率）、資源の不完全雇用、資源の希少性など、いくつかの概念が示される。

## 概要

図1: 生産可能性フロンティア

縦軸に財Yの生産量、横軸に財Xの生産量をとったとき、PPFは通常右下がりである。このことは、ある財の生産量を増やすと、生産要素の資源制約があることから、もう一方の財の生産量を減らさなければならない（2つの財の生産についてトレードオフがあると言う）。技術革新や要素賦存量の増加がないとき、財Xの生産量の増加は、財Yの生産に用いている生産要素を財Xの生産に再配分することによってのみ実現する。PPFは、生産技術を所与に生産集合を図示し、一方の財の任意の生産水準に対するもう一方の財の最大生産水準を示す。PPF上の点（図の点B、D、C）は利用可能な生産要素を全て投入して生産できる生産量の組を示す。PPF上の点は効率的であると言う。PPFの内側の点（図の点A）、非効率である生産点である。PPFの外側の点 (図の点X) は生産不可能な点である。
通常、PPFは原点から見て凸（Convex）な線として描かれる。生産技術の仮定によっては直線で描かれたり、凹（Concave）な線として描かれたりする。
PPFの外側への拡大は、資本や労働などの生産要素の増加、または生産要素を生産量に変換する効率性が改善するような技術進歩によって生じる。このような変化は、どちらかの財の生産量を減らすことなく、両方の財の生産量を増やせることを意味する。逆に、自然災害などにより資本が減少したり、人口減少などによって労働が減少した場合には、PPFは内向きに縮小する。
しかし、多くの場合、国の経済規模の縮小は、生産要素の減少や生産性の低下ではなく、経済がフル稼働していない（失業や遊休資本が生じている）ことから起こる。つまり、PPFの内側への縮小ではなく、単に生産点がPPF上ではなくPPF内にあることから発生している。
PPF上の各点は効率的（Efficient）であるが、市場の需要を考慮すると、PPF上であっても、一部の点は他の点よりも収益性が高くなる。企業にとっての均衡は、最も収益性の高いPPF上の点で生産することとなる。
PPFは、国（あるいは経済）が生産できる可能性を示す。市場の失敗（不完全競争や外部性など）や社会的制度（政府や歴史的経緯など）により、効率的でない組み合わせの財が生産される可能性もある。

## 位置

図2: 生産可能性フロンティアの拡大（偏りがないケース）

PPFの位置を決定する要因は、生産技術と、生産に利用可能な生産要素の量である。
生産点として実現可能なのは、PPF上、またはPPF内の点のみである。生産技術が向上するか、生産要素の賦存量が増加すれば、両方の財を生産量を増やせる。これは即ち経済成長である。この変化は、PPFの外側への拡大で示される。逆に、自然災害、戦争、環境悪化などが原因で、経済の生産能力が低下すれば、PPFが内側に縮小することもある。
一方の財の生産可能量の拡大が、もう一方の財の生産可能量の拡大よりも大きいような技術革新も有り得る。このとき、PPFは偏った形で外側にシフトする。例えば、財Xの生産量の拡大が財Yの生産量の拡大よりも大きければ、財Xの方向により大きく拡大する。

## 図示できる概念

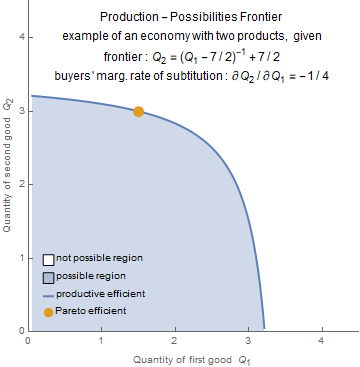
図3: 生産可能性フロンティアとパレート効率性

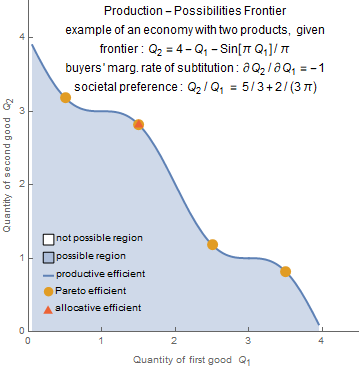
図4: 最適配分となっていない生産点の例

### 生産点が効率的か非効率的か
PPFは、生産要素の賦存量と生産技術を所与として、生産可能な財の量の最大値を図示する。
- PPF上またはPPF内の点は、実現可能（Feasible）である。
- PPFの外側の点は、利用可能な生産要素と生産技術を駆使して生産できる量ではないため、実現可能ではない（Infeasible）。
- PPF内の点で生産している場合は、生産要素を完全雇用していないということ、あるいは最適な資源配分で生産しているわけではないということなので、効率的ではない（Not efficient）。
- PPF上の点で生産している場合は、生産要素を完全雇用して、最適な資源配分で生産しているので効率的である（Efficient）。

PPFの外の生産点であっても、国際貿易や経済成長によって達成できる場合がある。国際貿易をして、財の輸入をすれば消費点をPPFの外に取ることができる場合がある。経済成長をすれば、生産要素の賦存量の増加や生産性の向上からPPFを外側に拡大できる場合がある。
最適な生産点はパレート効率的（Pareto efficienct）であり、そこでは消費者の選好も考慮している。配分的に効率的な点は、限界変形率（Marginal Rate of Transformation; PPFの傾き、即ち財の生産のための機会費用）がすべての消費者の無差別曲線の限界代替率（Marginal Rate of Substitution）と等しい。
PPF上のすべての点がパレート効率的であるわけではない。消費者の選好（Preferences）に一致する生産量の組を生産している場合にパーレート効率的になる。

### 限界変形率

図5: AAからBBに動いたときの限界変形率の変化

PPFの傾きは、限界変形率 (MRT) と呼ばれる。この傾きは、ある財の生産を、生産資源の再配分によってもう一方の財の生産に使ったときの生産量の変化の比率である。財の「機会費用」（財Yの生産に対する財Xの生産の機会費用）とも呼ばれる。財Xを追加的に1単位生産するために、財Yの生産をどれくらいあきらめなければならないかを示す指標である。PPFが原点から見て凸（Convex）であることは、一方の財の生産量が増えると、その財の生産のための機会費用が増加していくことを意味する。このとき、PPFの左上からPPFの右下に移動するにつれて、MRTの絶対値は上昇する。
財X（図中ではバター）の限界機会費用は、単に財Y（図中では銃）の限界機会費用の逆数である。例えば、図の点BBでの傾き（の絶対値）が2である場合、財Xをもう1単位生産するには、財Yの生産を2単位あきらめなければならない。AAで、財Yに換算した財Xの限界機会費用が0.25である場合、財Yを犠牲にすると財Xを4単位生産でき、財Xに換算した財Yの機会費用は4になる。

## 形状
PPFは、要素集約度のエッジワース・ボックス・ダイアグラムの契約曲線から構築できる。PPFが原点から見て凸であることは、2つの財の生産部門で要素集約度に差異があること、あるいは生産技術が異なることを意味する。つまり、経済が1つの財の生産に特化するにつれて（例えば、点Bから点Dへの移行）、その財の生産効率が低下するため、その財を生産する機会費用が増加する。財Xの生産量が増加すると、同じ生産要素の量で生産できる追加的な財Xの量が減少するので、より多くの財Yをあきらめなければならなくなる。これは、機会費用の意味での財Xの生産コストが上昇することを意味する。
PPFが直線であるということは、この生産のための機会費用が財の生産量にかかわらず一定であるということである。生産要素が1つだけ（例えば労働のみなど）の場合、生産のための要素集約度は2つの財で同じになるので、2つの財の生産関数が「規模に関して収穫一定」である場合、PPFは直線になる。
生産要素が1つだけであっても、生産関数が「規模に関して収穫逓減」である場合、PPFは原点から見て凸になり、「規模に関して収穫逓増」である場合は、PPFは原点から見て凹になる。
生産要素が2つある場合（資本と労働など）、生産関数が「規模に関して収穫一定」であったとしても、生産のための要素集約度が2つの財で異なる場合は、「生産量を最大化する資源配分」が存在することになるので、PPFは原点から見て凸になる。

## 生産のための機会費用

図7: 生産点をAからBに動かすと、財Xを生産するための機会費用は小さいが、生産点をCからDに動かす場合は、財Xの機会費用は非常に大きくなる。

図中のAからスタートすると、財X（横軸の財）の生産量を増やすと、財Y（縦軸の財）の生産量が減少することになる。これは、生産要素を財Xの生産に使い、財Yの生産に使えないからである。曲線に沿った動きは、財の間のトレードオフを示す。「犠牲にする財Yの生産量」÷「追加的に得られる財Xの生産量」の比率を生産のための機会費用と呼ぶ。機会費用は、ある財を追加的に1単位得たときに、もう一方の財の生産を何単位あきらめなればならないかを測る指標と言える。
PPFが直線の場合、機会費用は一定である。ただし、PPFが曲線の場合は、PPF上のどこに生産点が存在するかによって機会費用が異なる。図中の点Aでは、財X（バター）の生産量が小さいので、点Bに移動してさらに10単位のバターを生産するときに失う財Y（銃）は5単位で済む（財Xの生産のための機会費用は5÷10＝0.5）。一方で、点Cでは、生産可能な財Xの生産量に近づいている。点Dに移動して10単位の財Xを生産するには、財Yを50単位犠牲にする必要がある（財Xのための機会費用は50÷10＝5）。このように、財Xの生産量が増えるについれて、財Xの生産のための機会費用は増加する。この比率は限界変形率によって決まる。

## 参考資料
- 西村貞雄. “BasicStructureOfMicroeconomics.pdf” (PDF).  西村研究室. 2014年10月1日閲覧。 “archiveurl=”
- 賀川昭夫 (2007-03). “生産可能性曲面の図示”. 東京経大学会誌（経済学） (東京経済大学経済学会) 253:  59-96. CRID 1050282812464010496. hdl:11150/624. ISSN 1348-6403.